# پل کابلی ولی‌عصر

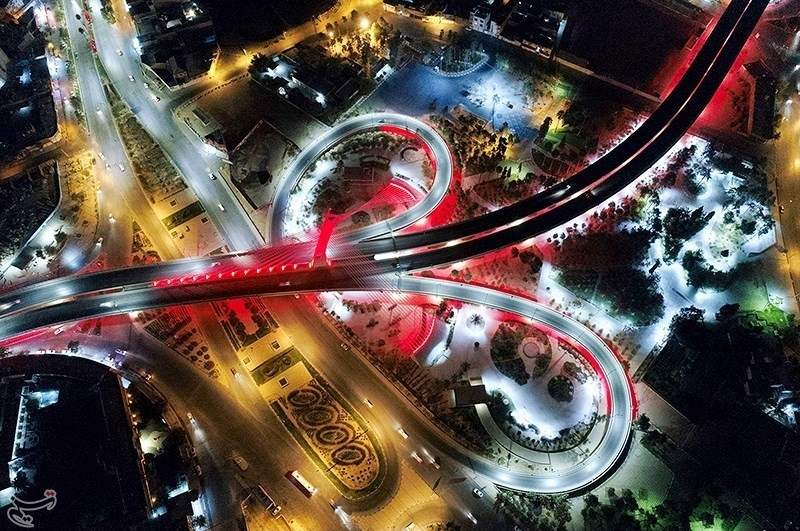
نمایی از پل

پل کابلی ولی‌عصر، یک پل کابلی در میدان ولیعصر در شهر شیراز است. این پل به صورت روگذر و با دو خروجی طراحی شده و با ۲ هزار و ۶۰ متر طول بزرگ‌ترین و طویل‌ترین پل کابلی و نخستین پل کابلی تک‌پایلون کشور است و در سال ۱۳۹۶ افتتاح شد. این پل از جنوب به بلوار زینبیه و از شمال به بلوار سلمان فارسی(پیرنیا) و همچنین از شرق به بلوار مدرس و از غرب به بلوار کریم خان زند  و خیابان تختی (شهناز سابق) ختم میشود.
ساختار این پل به صورت کابل‌های پیش تنیده‌است و طول آن با احتساب باندهای رفت و برگشت بیش از ۲ هزار و ۶۰ متر است که بر روی ۵۲ پایه سوار شده و ارتفاع پایلون اصلی آن ۶۳ متر است. علت اصلی ساخت این پروژه به صورت کابلی، فاصله زیاد میان ستون‌های پل به دلیل وجود ایستگاه مترو در زیر عرض پل است که توسط ۴۸ غلاف که ۲۵۰۰ کابل از درون آن عبور کرده نگهداری می‌شود.